# برهيم
برهيم أو برهيم ومنشأة سدود إحدى قرى مركز منوف التابع لمحافظة المنوفية بجمهورية مصر العربية.

## التاريخ
قرية برهيم من القرى القديمة، حيث وردت باسم «برهيم» في أعمال جزيرة بني نصر ضمن قرى الروك الصلاحي التي أحصاها ابن مماتي في كتاب قوانين الدواوين، كما وردت باسم «برهيم» في أعمال جزيرة بني نصر ضمن قرى الروك الناصري التي أحصاها ابن الجيعان في كتاب «التحفة السنية بأسماء البلاد المصرية». وفي العصر العثماني وردت باسم «برهيم» في التربيع العثماني الذي أجراه الوالي العثماني سليمان باشا الخادم في عصر السلطان العثماني سليمان القانوني ضمن قرى ولاية جزيرة بني نصر، وفي تاريخ 1228هـ/1813م الذي عدّ قرى مصر بعد المسح الذي قام به محمد علي باشا باسم «برهيم» ضمن قرى مديرية المنوفية.

## السكان
بلغ عدد سكان برهيم ومنشأة سدود 14,817 نسمة، منهم 7،509 رجل و7308 إمرأة، حسب الإحصاء الرسمي لعام 2006.